# Ferret Music
Ferret Music ist ein Independent-Label, das überwiegend Metalcore- und Post-Hardcore-Alben veröffentlicht. Es wurde 1996  in New Brunswick, New Jersey gegründet und gehört zum Teil dem Sänger von Nora, Carl Severson.
Warner Music Group kaufte im August 2006 einen Anteil, obwohl die Alben laut Vertrag noch bis 2009 über die RED Distribution von Sony BMG vertrieben werden.
Am 12. September 2007 schloss sich Ferret dem aufsteigenden Death Metal/Metalcore-Label aus Großbritannien, Siege of Amida Records (S.O.A.R.) an, wobei S.O.A.R. jedoch die Rechte an dem veröffentlichten Material behält.
Des Weiteren übernimmt Ferret Music teilweise die Vermarktung von Alben des Labels Nuclear Blast, welche nicht die Rechte besitzen, in den USA Musik zu verbreiten.

## Künstler
- 36 Crazyfists
- A Life Once Lost
- Blood Has Been Shed
- Boys Night Out
- Chimaira
- Dead Hearts
- Elysia
- Every Time I Die
- Foxy Shazam!
- Full Blown Chaos
- Heavy Heavy Low Low
- In Flames
- Ligeia
- LoveHateHero
- Madball
- Maylene and the Sons of Disaster
- Misery Signals
- Poison the Well
- Remembering Never
- Scarlet
- See You Next Tuesday
- Suicide Note
- Twelve Tribes
- xBishopx
- Zao

## S.O.A.R. Künstler
- Annotations of an Autopsy
- Chaos Blood
- Clone The Fragile
- Dead Beyond Buried
- Dignity Dies First
- Diskreet
- Ingested
- Knights of the Abyss
- Last House on the Left
- Martriden
- My Cross to Bare
- Nefastus Dies
- Rose Funeral
- Shadow Law
- The Adept
- The Breathing Process
- The Partisan Turbine
- The Red Death
- The Red Shore
- Traces
- Viatrophy
- wecamewithbrokenteeth
- Whitechapel

Andere Bands, die Veröffentlichungen über Ferret Music hatten
- A Static Lullaby
- The Banner
- The Break
- Burnt by the Sun
- The Bronx
- Cataract
- The Devil Wears Prada
- Disembodied
- For the Love Of...
- From Autumn to Ashes
- Funeral for a Friend
- Killswitch Engage
- Luddite Clone
- Martyr A.D.
- Nora
- The Rise
- Skycamefalling
- Torn Apart